# Chiemsee
Il Chiemsee (pronuncia: ˈkiːmzeː; in bavarese Cheamsee), detto anche Bayerisches Meer (in bavarese Boarische Mee), cioè "Mare Bavarese", è il più grande lago della Baviera e, dopo il lago di Costanza e il Müritz, è il terzo lago della Germania per estensione (tuttavia il lago di Starnberg ha un volume maggiore).
Come molti laghi prealpini, il Chiemsee è di origine glaciale e si è formato circa 10 000 anni fa. In origine la superficie occupata dall'acqua era di quasi 240 km², cioè circa il triplo di quella attuale. Attualmente il volume idrico è di circa 2 047 840 000 m³, la lunghezza complessiva delle sue sponde è di 64 km (83 km considerando anche le isole) e il bacino idrografico è di 1 398,56 km². Gli immissari (il Tiroler Achen e il Prien) portano nel lago notevoli quantità di sabbia e detriti, che ne causano un graduale interramento e una conseguente diminuzione della profondità massima (72,7 metri nel maggio 2005) e di quella media. Durante l'ultimo secolo la superficie è diminuita di circa 200 ha.
Il nome del lago, così come quello del comune di Chieming e quello della regione del Chiemgau, trae origine dal conte Chiemo, vissuto tra il VII e l'VIII secolo. La zona circostante il Chiemsee, chiamata Chiemgau, è una delle aree della Baviera che attirano il maggior numero di visitatori.
Le isole del lago sono:
- Herrenchiemsee (238 ha), su cui si estende un ampio parco, all'interno del quale sorgono il "castello vecchio" (che in realtà è un ex convento dei Canonici Regolari di Sant'Agostino Confederati), e il Castello nuovo di Herrenchiemsee del re Ludovico II di Baviera, costruito sul modello della reggia di Versailles;
- Frauenchiemsee (15,5 ha), su cui sorge l'Abbazia femminile di Frauenwörth;
- Krautinsel (3,5 ha), la più piccola e disabitata.

In particolare sono molto note le due principali isole, la Herrenchiemsee e la Frauenchiemsee (o Fraueninsel).
Ci sono poi altri tre minuscoli isolotti:
- Lo Schalch (22 m²), a ovest della Fraueninsel;
- Altri due isolotti di pochi metri quadri coperti da vegetazione a sud della Krautinsel.

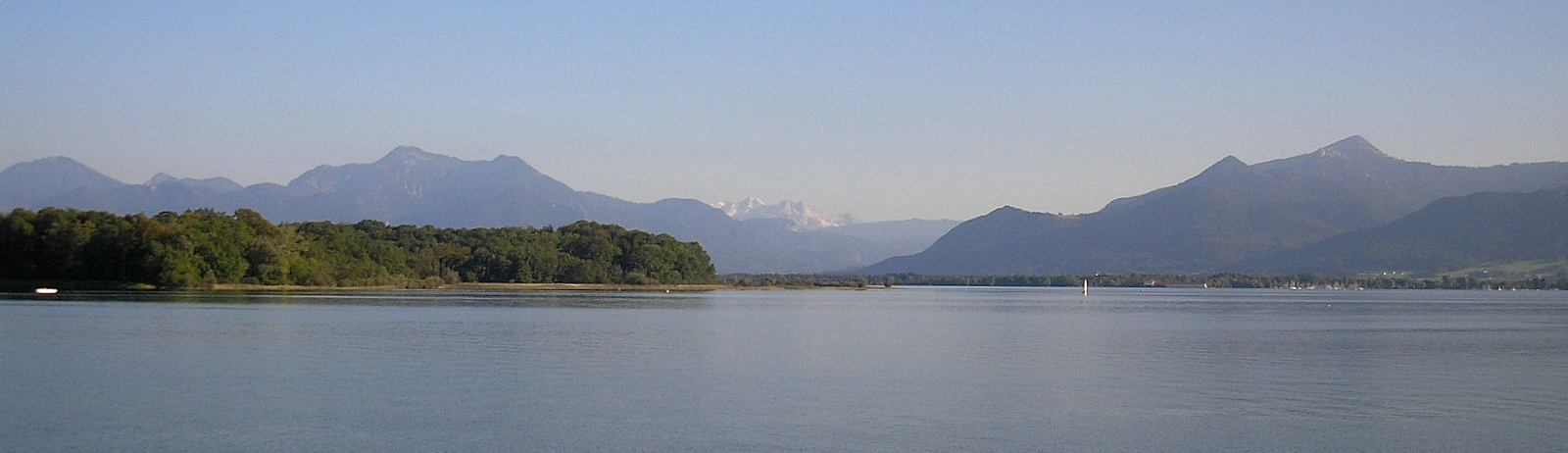
Herrenchiemsee e le montagne del Chiemgau

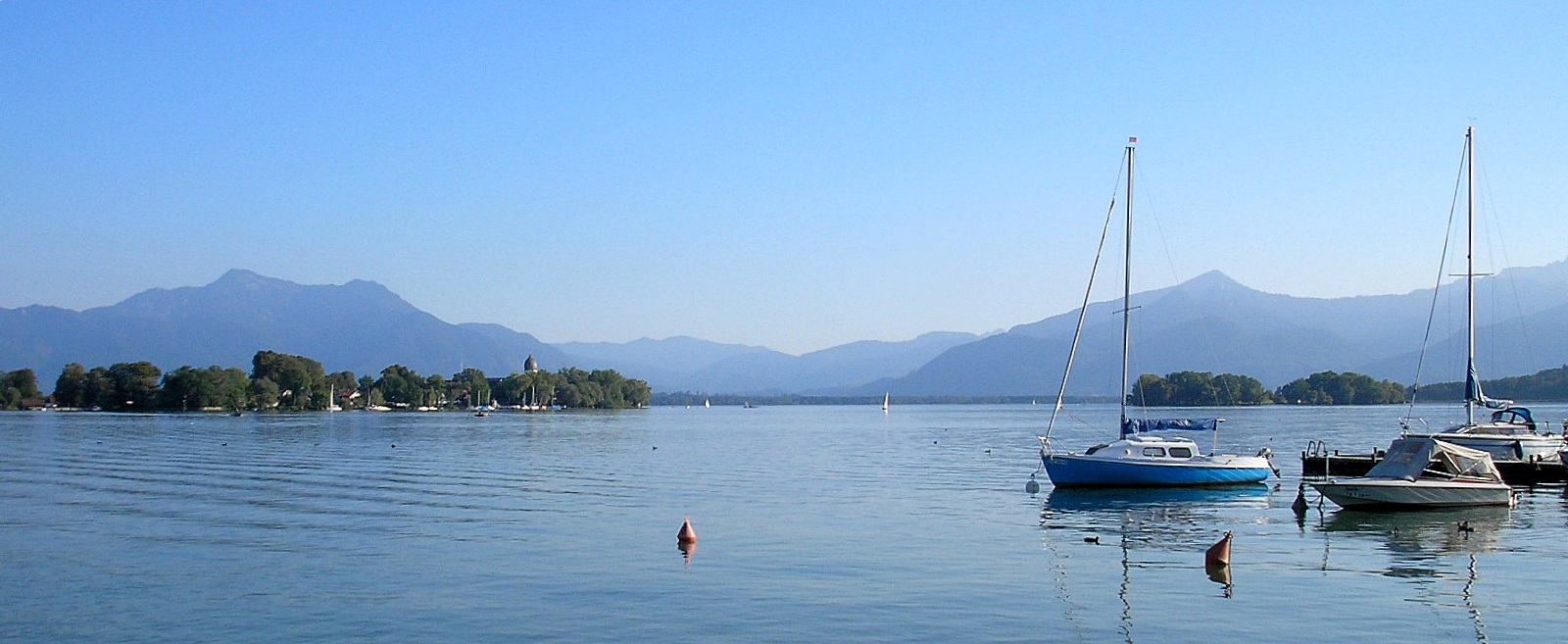
Veduta di Frauenchiemsee da Gstadt am Chiemsee

Peter von Hess: Al Chiemsee, metà del XIX secolo

Mentre le tre isole maggiori formano il comune di Chiemsee, appartenente al circondario di Rosenheim, il lago stesso e le isole minori assieme al delta del Tiroler Achen fanno parte del circondario di Traunstein ma non appartengono ad alcun comune.
La parte sud-occidentale del Chiemsee è detta Inselsee ed è caratterizzata dalla presenza delle isole, mentre la parte nord-orientale è detta Weitsee.
Il paesaggio è caratterizzato dalla vicinanza delle montagne del Chiemgau, le principali fra le quali sono il Hochfelln, il Hochgern, la Hochplatte e il Kampenwand.
Il lago è una zona umida di importanza internazionale protetta dalla Convenzione di Ramsar.
Secondo alcuni geologi a nord del lago attorno al 500 a.C. sarebbe avvenuto un impatto da parte di una cometa.

## Cultura
Il Chiemsee è da sempre fonte di ispirazione per numerosi artisti e di conseguenza esistono molti dipinti rappresentanti il lago, le sue isole e, più in generale, la regione del Chiemgau. In particolare, attorno al pittore Paulus di Prien si è formato un circolo, noto come Chiemseemaler; dopo la sua morte, le opere del pittore sono rimaste alla comunità, che ha organizzato una mostra permanente dei suoi dipinti.